# گوآ (فیلم ۲۰۱۰)
گوآ (به تامیلی: Goa) فیلمی محصول سال ۲۰۱۰ و به کارگردانی ونکات پرابو است. در این فیلم بازیگرانی همچون جای، وایبهاو ردی، پرمگی آمارن، آرویند آکاش، سامپات راج، پیا باجپای، سنها ایفای نقش کرده‌اند.